# ゴードンストウン

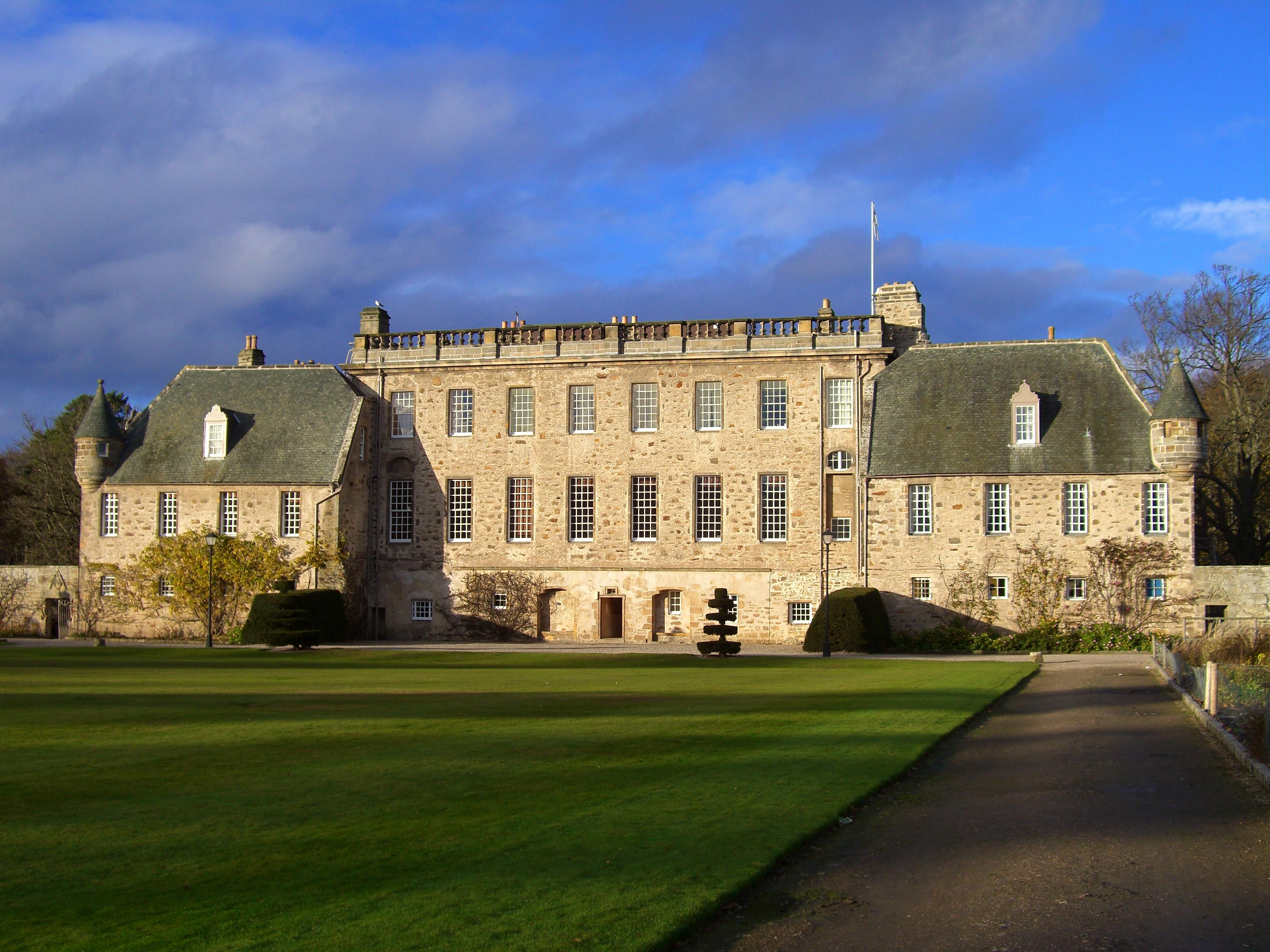
Gordonstoun House

ゴードンストウン・スクール（英：Gordonstoun School）は、イギリスのスコットランド北部の名門寄宿学校。ユダヤ系ドイツ人教育者のクルト・ハーンによって設立された。在籍生徒の国籍は約35カ国ほどあり、強健な人格形成を目標に教育を行っている。
卒業生の情報公表はされていないが、イギリス王室のメンバーなど、多数の有名人及び芸能人の子弟が在籍していたことは確かである。しかし、退学処分扱いになると卒業生リストに掲載されないため、謎の多い学校としても知られている。
授業料の高額さも有名で1年間で約1千万円ほどであるため、奨学金制度も導入しながら生徒を募集している程である。ロイヤルスクールとして定義されることも多々あるようである。

## 卒業生

### 英王室メンバー
- エジンバラ公フィリップ
- チャールズ3世
- アンドリュー王子
- エドワード王子
- ピーター・フィリップス
- ザラ・フィリップス
- アイヴァー・マウントバッテン - 広義の英王室成員。2016年に両性愛者を公表。

### 社会貢献者
- アレクサンダル2世カラジョルジェヴィチ - 最後のユーゴスラビア王太子

### セレブリティー
- ジェイソン・コネリー - ショーン・コネリーの長男
- ダンカン・ジョーンズ - 映画監督、デヴィッド・ボウイの長男